# 칼루차–클레인 이론
물리학에서 칼루차-클라인 이론(Kaluza–Klein theory, 줄여서 KK 이론)은 민코프스키 시공간에 차원을 하나 이상 추가한 다음, 추가된 차원을 축소화한 시공간을 가정하는 이론이다. 일반적으로 칼루차-클라인 탑(Kaluza–Klein tower)이라고 불리는 일련의 입자들을 예측하는데, 이들은 순차적으로 더 큰 질량과 스핀을 가진다. 또한, 축소화를 통하여 자연스럽게 게이지 이론이 나타난다. 끈 이론에서는 이론이 예측하는 추가 차원을 설명하기 위하여 칼루차-클라인 이론을 사용한다.

## 특성
통상의 4차원 시공간에 추가로 매우 미세한 원형으로 존재하는 여분의 차원을 설정하면 일반상대론으로써 중력과 전자기력을 동등하게 취급할 수 있다. 이것을 일반적인 {\displaystyle n}차원으로 확장하면 다른 비가환 게이지장도 기술할 수 있다.
초끈이론에서는 이론이 모순되지 않기 위하여 10차원의 시공간이 필요하다. 하지만 아직까지는 4개의 차원밖에 발견되지 않았다. 나머지 6차원을 설명하기 위해서 칼루차-클라인 이론의 "여분의 공간 차원은 플랑크 크기 정도로 감춰져 있다"는 논리를 사용하고 있다. 그러나 왜 이 여분의 6차원 만이 이토록 작아진 이유에 대해선 정확하게 밝혀진 설명이 없다.(내용추가) 그러나 일부 학자들은 인플레이션이 일어났을 때, 3개의 공간 차원만 짧은시간에 팽창했고 나머지 6개의 공간 차원은 인플레이션 때 팽창하지 못하고 작은 공간에 말리게 되었다고도 설명하고 있다.

## 역사
라이스너-노르드스트룀 계량으로 유명한 핀란드의 군나르 노르드스트룀이 1914년에 5차원에서의 중력이 맥스웰 방정식을 포함함을 발견하였으나, 주목받지 못했다. 1921년 독일 쾨니히스베르크 대학의 수학자 테오도어 칼루차가 원래 중력과 전자기력을 통일하기 위하여 발표하였다. 칼루차는 일반 상대성 이론을 5차원 시공간으로 확장하여, 그 결과 장 방정식들을 추가로 분리할 수 있었는데, 그 중의 하나는 아인슈타인 방정식과 동등하였고 다른 것은 전자기장에 관한 맥스웰 방정식과 동등하였다. 그리고 나머지 부분은 라디온이라 불리는 추가의 스칼라 장이론이다.
1926년 코펜하겐 대학교의 물리학자 오스카르 클라인이 축소화를 가정하면 (그 당시에) 제5의 차원을 관측할 수 없는 이유가 된다고 제안하였다. 하지만 현재까지도  축소화가 되었는지 실험으로 판단할 길이 없고 앞으로도 오랫동안 실험을 할 수 없으리라고 보고 있다.

## 칼루자 가설
수학자 테오도르 칼루자는 1921년 논문에서 계량, 장 방정식, 운동 방정식, 응력-에너지 텐서 및 원기둥 조건과 같은 고전적인 5차원 이론의 모든 요소를 확립했다. 자유 매개변수가 없으면 일반 상대성 이론을 5차원으로 확장할 뿐이다. 하나는 5차원 계량 {\displaystyle {\widetilde {g}}_{ab}}의 형태를 가정하는 것으로 시작한다. 여기서 라틴 인덱스는 5개 차원에 걸쳐 있다. 4차원 시공간 계량 {\displaystyle {g}_{\mu \nu }}도 소개하겠다. 여기서 그리스어 인덱스는 공간과 시간의 일반적인 4차원에 걸쳐 있다. 4-벡터 {\displaystyle A^{\mu }}는 전자기 벡터 퍼텐셜로 보고 {\displaystyle \phi }는 스칼라 장이다. 그런 다음 5차원 계량을 분해하여 4차원 계량이 전자기 벡터 퍼텐셜이고 다섯 번째 대각선에 스칼라 장이 있도록 구성한다. 이것은 다음과 같이 나타낼 수 있다:
{\displaystyle {\widetilde {g}}_{ab}\equiv {\begin{bmatrix}g_{\mu \nu }+\phi ^{2}A_{\mu }A_{\nu }&\phi ^{2}A_{\mu }\\\phi ^{2}A_{\nu }&\phi ^{2}\end{bmatrix}}.}
이는 다음과 같이 더 정확하게 쓸 수 있다:
{\displaystyle {\widetilde {g}}_{\mu \nu }\equiv g_{\mu \nu }+\phi ^{2}A_{\mu }A_{\nu },\qquad {\widetilde {g}}_{5\nu }\equiv {\widetilde {g}}_{\nu 5}\equiv \phi ^{2}A_{\nu },\qquad {\widetilde {g}}_{55}\equiv \phi ^{2},}
여기서 인덱스 {\displaystyle 5}는 처음 4개의 좌표가 0, 1, 2 및 3으로 인덱싱되더라도 규칙에 따라 다섯 번째 좌표를 나타낸다. 이의 역 계량은 다음과 같다.
{\displaystyle {\widetilde {g}}^{ab}\equiv {\begin{bmatrix}g^{\mu \nu }&-A^{\mu }\\-A^{\nu }&g_{\alpha \beta }A^{\alpha }A^{\beta }+{\frac {1}{\phi ^{2}}}\end{bmatrix}}.}
이 분해는 아주 일반적이다. 그런 다음 칼루차는 표준적인 일반 상대성 이론의 계량을 이 계량으로 바꾼다. 이 때, 장 방정식은 5차원 아인슈타인 방정식에서, 운동 방정식은 5차원 측지선 가정에서 얻는다. 그 결과 장 방정식은 일반 상대성 이론과 전기 역학의 방정식을 모두 제공한다. 운동 방정식은 4차원 측지선 방정식과 로런츠 힘 법칙을 제공하며, 전하가 5차원에서 운동과 동일시 됨을 발견한다.
계량에 대한 가설은 불변의 5차원 길이 요소 {\displaystyle ds}를 의미한다:
{\displaystyle ds^{2}\equiv {\widetilde {g}}_{ab}\,dx^{a}\,dx^{b}=g_{\mu \nu }\,dx^{\mu }\,dx^{\nu }+\phi ^{2}(A_{\nu }\,dx^{\nu }+dx^{5})^{2}.}

## 칼루차 가설의 장 방정식
5차원 이론의 장 방정식은 칼루차나 클레인이 스칼라장을 무시했기 때문에 제대로 제공되지 않았다. 전체 칼루차 장 방정식은 일반적으로 진공 장 방정식을 얻은 티리에 기인하지만 칼루차는 원래 그의 이론에 응력-에너지 텐서를 제공했고 티리는 그의 논문에 응력-에너지 텐서를 포함했다. 그러나 Gonner가 설명한 것처럼 여러 독립적인 군이 1940년대 및 그 이전에 장 방정식에 대해 작업했다. 티리는 아마도 Applequist, Chodos, & Freund가 리뷰 책에서 영어 번역을 제공했기 때문에 가장 잘 알려져 있을 것이다. Applequistet al. 또한 칼루차의 논문에 대한 영어 번역을 제공했다. 세 가지(1946, 1947, 1948) Jordan 기사의 번역본은 ResearchGate 및 Academia.edu 아카이브에서 찾을 수 있다. 스칼라 장을 포함하여 최초의 올바른 영어 번역 칼루차 장 방정식은 윌리엄스에 의해 제공되었다.
5차원 장 방정식을 얻기 위해 5차원 접속 {\displaystyle {\widetilde {\Gamma }}_{bc}^{a}}은 5차원 계량 {\displaystyle {\widetilde {g}}_{ab}}으로부터 계산된다. 5차원 리치 텐서 {\displaystyle {\widetilde {R}}_{ab}}는 5차원 접속으로부터 계산된다.
티리와 다른 저자의 고전적인 결과는 원기둥 상태를 가정한다.
{\displaystyle {\frac {\partial {\widetilde {g}}_{ab}}{\partial x^{5}}}=0.}
이 가정이 없으면 장 방정식이 훨씬 더 복잡해져 다양한 새로운 장으로 식별할 수 있는 더 많은 자유도를 제공한다. 폴l 웨슨과 동료들은 물질 장으로 식별할 수 있는 추가 항을 얻기 위해 원기둥 조건의 완화를 추구했다. 칼루차 그렇지 않으면 손으로 응력-에너지 텐서를 삽입했다.
역학을 부정하기 위해서만 5차원을 호출하는 것은 원래 칼루차 가설에 대한 반대였다. 그러나 티리는 5차원 측지선의 측면에서 로런츠 힘 법칙의 해석이 원기둥 조건에 관계없이 5차원에 대해 강력하게 적용된다고 주장했다. 따라서 대부분의 저자는 장 방정식을 유도하는 데 원기둥 조건을 사용했다. 또한 진공 방정식은 일반적으로 다음과 같이 가정된다.
{\displaystyle {\widetilde {R}}_{ab}=0,}
여기서
{\displaystyle {\widetilde {R}}_{ab}\equiv \partial _{c}{\widetilde {\Gamma }}_{ab}^{c}-\partial _{b}{\widetilde {\Gamma }}_{ca}^{c}+{\widetilde {\Gamma }}_{cd}^{c}{\widetilde {\Gamma }}_{ab}^{d}-{\widetilde {\Gamma }}_{bd}^{c}{\widetilde {\Gamma }}_{ac}^{d}}
그리고
{\displaystyle {\widetilde {\Gamma }}_{bc}^{a}\equiv {\frac {1}{2}}{\widetilde {g}}^{ad}(\partial _{b}{\widetilde {g}}_{dc}+\partial _{c}{\widetilde {g}}_{db}-\partial _{d}{\widetilde {g}}_{bc}).}
티리와 요르단 연구진들이 이렇게 얻은 진공장 방정식은 다음과 같다.
{\displaystyle \phi }에 대한 장 방정식은 다음에서 얻는다:
{\displaystyle {\widetilde {R}}_{55}=0\Rightarrow \Box \phi ={\frac {1}{4}}\phi ^{3}F^{\alpha \beta }F_{\alpha \beta },}
여기서 {\displaystyle F_{\alpha \beta }\equiv \partial _{\alpha }A_{\beta }-\partial _{\beta }A_{\alpha },} {\displaystyle \Box \equiv g^{\mu \nu }\nabla _{\mu }\nabla _{\nu },} 그리고 {\displaystyle \nabla _{\mu }}는 표준적인 4차원 공변 도함수이다. 전자기장이 스칼라 장의 근원임을 보여준다. 전자기장을 제한하지 않고는 스칼라 장을 상수로 설정할 수 없다. 칼루차와 클레인의 초기 처리는 스칼라 장에 대한 적절한 설명이 없었고 스칼라 장이 일정하다고 가정하여 전자기장에 대한 암시적 제약을 실현하지 못했다.
{\displaystyle A^{\nu }}에 대한 장 방정식은 다음에서 얻는다:
{\displaystyle {\widetilde {R}}_{5\alpha }=0={\frac {1}{2}}g^{\beta \mu }\nabla _{\mu }(\phi ^{3}F_{\alpha \beta }).}
스칼라 장이 일정하면 진공 맥스웰 방정식의 형태를 갖는다.
4차원 리치 텐서 {\displaystyle R_{\mu \nu }}의 장 방정식은 다음에서 얻는다:
{\displaystyle {\begin{aligned}{\widetilde {R}}_{\mu \nu }-{\frac {1}{2}}{\widetilde {g}}_{\mu \nu }{\widetilde {R}}&=0\Rightarrow \\R_{\mu \nu }-{\frac {1}{2}}g_{\mu \nu }R&={\frac {1}{2}}\phi ^{2}\left(g^{\alpha \beta }F_{\mu \alpha }F_{\nu \beta }-{\frac {1}{4}}g_{\mu \nu }F_{\alpha \beta }F^{\alpha \beta }\right)+{\frac {1}{\phi }}(\nabla _{\mu }\nabla _{\nu }\phi -g_{\mu \nu }\Box \phi ),\end{aligned}}}
여기서 {\displaystyle R}는 표준적인 4차원 리치 스칼라이다.
이 방정식은 "칼루자 기적"이라고 불리는 놀라운 결과를 보여준다. 전자기 응력-에너지 텐서의 정확한 형태는 4차원 방정식의 근원으로서 5차원 진공 방정식에서 나타난다: 진공으로부터의 장. 이 관계는 {\displaystyle A^{\mu }}를 전자기 벡터 전위로 볼 수 있게 한다. 따라서 변환 상수 {\displaystyle k}를 사용하여{\displaystyle A^{\mu }\to kA^{\mu }}와 같이 장을 재조정해야 한다.
위의 관계는 우리가
{\displaystyle {\frac {k^{2}}{2}}={\frac {8\pi G}{c^{4}}}{\frac {1}{\mu _{0}}}={\frac {2G}{c^{2}}}4\pi \epsilon _{0},}
여기서 {\displaystyle G}는 중력 상수이고 {\displaystyle \mu _{0}}는 자유 공간의 투자율이다. 칼루차 이론에서 중력 상수는 계량의 전자기 결합 상수로 이해할 수 있다. 스칼라 장에 대한 응력-에너지 텐서도 있다. 스칼라 장은 시공간 곡률에 대한 전자기 응력-에너지의 결합을 변조하는 측면에서 가변 중력 상수처럼 동작한다. 계량에서 {\displaystyle \phi ^{2}}의 부호는 전자기 에너지 밀도가 양수가 되도록 4차원 이론과의 일치로 고정된다. 계량의 부호수에서 다섯 번째 좌표가 공간과 같다고 가정하는 경우가 많다.
물질이 존재하는 경우 5차원 진공 상태를 가정할 수 없다. 실제로 칼루차는 그것을 가정하지 않았다. 전체 장 방정식에는, 위의 전자기 응력-에너지 텐서의 복원에서 볼 수 있듯이, 5차원 아인슈타인 텐서 계산이 필요하다.
{\displaystyle {\widetilde {G}}_{ab}\equiv {\widetilde {R}}_{ab}-{\frac {1}{2}}{\widetilde {g}}_{ab}{\widetilde {R}},}
5차원 곡률 텐서는 복잡하며 대부분의 영어 리뷰에는 {\displaystyle {\widetilde {G}}_{ab}} 또는 {\displaystyle {\widetilde {R}}_{ab}} 중 하나에 오류가 있다. 티리의 영어 번역도 마찬가지이다. 텐서-대수 소프트웨어를 사용하여 계산된 원기둥 조건 하의 완전한 5차원 곡률 텐서들은 윌리엄스를 참조.

## 칼루차 가설의 운동 방정식
운동 방정식은 5차원 측지선 가설에서 5-속도 {\displaystyle {\widetilde {U}}^{a}\equiv dx^{a}/ds}로 구한다:
{\displaystyle {\widetilde {U}}^{b}{\widetilde {\nabla }}_{b}{\widetilde {U}}^{a}={\frac {d{\widetilde {U}}^{a}}{ds}}+{\widetilde {\Gamma }}_{bc}^{a}{\widetilde {U}}^{b}{\widetilde {U}}^{c}=0.}
이 방정식은 여러 가지 방법으로 재구성 될 수 있으며 칼루차, 파울리, Gross & Perry, Gegenberg & Kunstatter, 및 Wesson & Ponce de Leon을 포함한 저자에 의해 다양한 형태로 연구되었다., 그러나 이를 다시 일반적인 4차원 길이 요소로 변환하는 것이 유익하다. {\displaystyle c^{2}\,d\tau ^{2}\equiv g_{\mu \nu }\,dx^{\mu }\,dx^{\nu }}, 이는 5차원 길이 요소 {\displaystyle ds}와 관련이 있다.  위에서 주어진 바와 같이:
{\displaystyle ds^{2}=c^{2}\,d\tau ^{2}+\phi ^{2}(kA_{\nu }\,dx^{\nu }+dx^{5})^{2}.}
그런 다음 4-속도의 시공간 성분에 대해 5차원 측지선 방정식을 작성할 수 있다.
{\displaystyle U^{\nu }\equiv {\frac {dx^{\nu }}{d\tau }},}
{\displaystyle {\frac {dU^{\nu }}{d\tau }}+{\widetilde {\Gamma }}_{\alpha \beta }^{\mu }U^{\alpha }U^{\beta }+2{\widetilde {\Gamma }}_{5\alpha }^{\mu }U^{\alpha }U^{5}+{\widetilde {\Gamma }}_{55}^{\mu }(U^{5})^{2}+U^{\mu }{\frac {d}{d\tau }}\ln {\frac {c\,d\tau }{ds}}=0.}
{\displaystyle U^{\nu }}의 2차 항은 4차원 측지선 방정식과 몇 가지 전자기 항들을 제공한다.
{\displaystyle {\widetilde {\Gamma }}_{\alpha \beta }^{\mu }=\Gamma _{\alpha \beta }^{\mu }+{\frac {1}{2}}g^{\mu \nu }k^{2}\phi ^{2}(A_{\alpha }F_{\beta \nu }+A_{\beta }F_{\alpha \nu }-A_{\alpha }A_{\beta }\partial _{\nu }\ln \phi ^{2}).}
{\displaystyle U^{\nu }}의 선형항은 로런츠 힘 법칙을 제공한다.
{\displaystyle {\widetilde {\Gamma }}_{5\alpha }^{\mu }={\frac {1}{2}}g^{\mu \nu }k\phi ^{2}(F_{\alpha \nu }-A_{\alpha }\partial _{\nu }\ln \phi ^{2}).}
이것은 "칼루자 기적"의 또 다른 표현이다. 아인슈타인 방정식에서 전자기 응력-에너지를 제공하는 5차원 계량에 대한 동일한 가설은 4차원 측지선 방정식과 함께 운동 방정식에서 로런츠 힘 법칙도 제공한다. 그러나 로런츠 힘 법칙과 일치하려면 전하로 5차원을 따라 5-속도의 성분을 식별해야 한다.
{\displaystyle kU^{5}=k{\frac {dx^{5}}{d\tau }}\to {\frac {q}{mc}},}
여기서 {\displaystyle m}는 입자 질량이고 {\displaystyle q}는 입자 전하이다. 따라서 전하는 5차원을 따라 움직이는 것으로 이해된다. 로런츠 힘 법칙이 5차원의 측지선으로 이해될 수 있다는 사실은 칼루차에게 미적으로 보기 좋지 않은 원기둥 조건이 존재하는 경우에도 5차원 가설을 고려하는 주요 동기였다.
그러나 문제가 있다. {\displaystyle U^{5}}에 대한 2차 항,
{\displaystyle {\widetilde {\Gamma }}_{55}^{\mu }=-{\frac {1}{2}}g^{\mu \alpha }\partial _{\alpha }\phi ^{2}.}
스칼라 장에 기울기가 없는 경우 {\displaystyle U^{5}}에 대한 2차 항이 사라진다. 그러나 그렇지 않으면 위의 표현은 다음을 의미한다.
{\displaystyle U^{5}\sim c{\frac {q/m}{G^{1/2}}}.}
소립자의 경우, {\displaystyle U^{5}>10^{20}c}이다. {\displaystyle U^{5}}에 대한 2차 항은  아마도 경험과 모순되게 방정식을 지배해야 한다. 이것은 칼루차가 본 5차원 이론의 주요 단점이다.
{\displaystyle U^{5}}에 대한 운동 방정식은 원기둥 조건에서 특히 간단하다. 공변 5-속도에 대해 작성된 측지선 방정식의 대체 형식으로 시작한다.
{\displaystyle {\frac {d{\widetilde {U}}_{a}}{ds}}={\frac {1}{2}}{\widetilde {U}}^{b}{\widetilde {U}}^{c}{\frac {\partial {\widetilde {g}}_{bc}}{\partial x^{a}}}.}
이것은 원기둥 조건 하에서, {\displaystyle {\widetilde {U}}_{5}}는 5차원 운동의 상수임을 뜻한다:
{\displaystyle {\widetilde {U}}_{5}={\widetilde {g}}_{5a}{\widetilde {U}}^{a}=\phi ^{2}{\frac {c\,d\tau }{ds}}(kA_{\nu }U^{\nu }+U^{5})={\text{constant}}.}

## 물질 스트레스-에너지 텐서에 대한 칼루차의 가설
칼루차는 다음 형태의 5차원 물질 응력 텐서 {\displaystyle {\widetilde {T}}_{M}^{ab}}를 제안했다:
{\displaystyle {\widetilde {T}}_{M}^{ab}=\rho {\frac {dx^{a}}{ds}}{\frac {dx^{b}}{ds}},}
여기서 {\displaystyle \rho }는 밀도이고 길이 요소 {\displaystyle ds}는 위에서 정의한 것과 같다.
그런 다음 시공간 성분은 전형적인 "먼지" 응력-에너지 텐서를 제공한다.
{\displaystyle {\widetilde {T}}_{M}^{\mu \nu }=\rho {\frac {dx^{\mu }}{ds}}{\frac {dx^{\nu }}{ds}}.}
혼합 성분은 맥스웰 방정식에 대해 4개의 전류원들을 제공한다.
{\displaystyle {\widetilde {T}}_{M}^{5\mu }=\rho {\frac {dx^{\mu }}{ds}}{\frac {dx^{5}}{ds}}=\rho U^{\mu }{\frac {q}{kmc}}.}
5차원 계량이 전자기 벡터 퍼텐셜로 프레임된 4차원 계량으로 구성되는 것처럼 5차원 스트레스-에너지 텐서는 벡터 4-전류로 프레임된 4차원 스트레스-에너지 텐서로 구성된다.

## 클레인의 양자 해석
칼루차의 원래 가설은 순전히 고전 물리학적이면서 일반 상대성 이론을 확장시킨 이론이었다. 클레인의 공헌 당시 하이젠베르크, 슈뢰딩거 및 드브로이의 발견은 많은 주목을 받고 있었다. 클레인의 Nature 논문은 5차원이 닫혀 있고 주기적이며 5차원에서 운동으로 전하를 식별하는 것은 파장 {\displaystyle \lambda ^{5}}를 가진 정상파로 해석될 수 있다고 제안했다. 이는 원자의 보어 모형에서 핵 주위의 전자와 아주 비슷하다. 그러면 전하의 양자화는 5차원 운동량의 정수배로 이해할 수 있다.  운동량에 대한 드브로이 관계 {\displaystyle p^{5}=h/\lambda ^{5}}와 전하로 나타낸 {\displaystyle U^{5}}에 대한 이전 칼루차의 결과와 조합해서, 클레인은 그러한 파동의 0번째 모드에 대한 표현을 얻었다.
{\displaystyle mU^{5}={\frac {cq}{G^{1/2}}}={\frac {h}{\lambda ^{5}}}\quad \Rightarrow \quad \lambda ^{5}\sim {\frac {hG^{1/2}}{cq}},}
여기서 {\displaystyle h}는 플랑크 상수이다. 클라인은 {\displaystyle \lambda ^{5}\sim 10^{-30}} cm임을 알아냈다. 따라서 이 작은 값의 원기둥 상태에 대한 설명이다.
클라인의 Zeitschrift für Physik 같은 해의 기사에서 Schroedinger와 드브로이의 기술을 명시적으로 인용하는 보다 상세한 처리를 제공했다. 위에서 설명한 칼루차의 고전 이론의 많은 부분을 요약한 다음 클레인의 양자 해석으로 출발했다. 클라인은 닫힌 5차원에서 공명하는 5차원 파동의 확장을 사용하여 슈뢰딩거와 같은 파동 방정식을 풀었다.

## 군론적 설명

공간 M × C는 컴팩트 집합 C 에 대해 축소화되고 칼루차-클레인 분해 후 M에 대한 유효 장론을 갖는다.

1926년에 오스카르 클레인은 네 번째 공간 차원이 아주 작은 반지름을 가진 원으로 말려 있어서 해당 축을 따라 짧은 거리를 이동하는 입자가 시작 위치로 돌아올 것이라고 제안했다. 입자가 초기 위치에 도달하기 전에 이동할 수 있는 거리를 차원의 크기라고 한다. 이 추가 차원은 콤팩트 집합이며 이 콤팩트한 차원의 구성을 축소화라고 한다.
현대 기하학적 관점에서 추가 5차원은 원 군 {\displaystyle U(1)}로 이해될 수 있다. 전자기학은 기본적으로 게이지 군 {\displaystyle U(1)}이 있는 올다발인 원형 다발에 대한 게이지 이론으로 공식화 될 수 있기 때문이다. 칼루차–클레인 이론에서 이 군은 게이지 대칭이 원형 콤팩트 차원의 대칭이라고 제안한다. 이 기하학적 설명이 이해되면 {\displaystyle U(1)}을 일반적인 리 군으로 대체하는 것이 상대적으로 간단하다. 이러한 일반화는 종종 양-밀스 이론이라고 한다. 차이점이 있다면 양-밀스 이론은 평평한 시공간에서 발생하는 반면 칼루차–클레인은 구부러진 시공간이라는 보다 일반적인 경우를 다룬다는 것이다. 칼루차–클레인 이론의 기저 공간은 4차원 시공간일 필요가 없다. 그것은 임의의 준 리만 다양체, 또는 초대칭 다양체 또는 오비폴드 또는 심지어 비가환 공간일 수 있다.
구성은 대략 다음과 같이 요약할 수 있다. 다양체 {\displaystyle M}에 걸쳐 게이지 군 {\displaystyle G}가 있는 주다발 {\displaystyle P}를 고려하는 것으로 시작한다. 다발에 대한 접속과 기저 다양체에 대한 계량, 각 올의 탄젠트에 대한 게이지 불변 계량이 주어지면 다발 전체에 정의된 계량을 구성할 수 있다.  이 다발 계량의 스칼라 곡률을 계산하면 각 올에서 일정하다는 것을 알 수 있다. 이것이 "칼루차의 기적"이다. 원기둥 조건을 명시적으로 부과하거나 축소화 할 필요가 없었다. 가정에 의해 게이지 군은 이미 콤팩트이다. 다음으로, 이 스칼라 곡률을 라그랑지안 밀도로 취하고, 이것으로부터 전체적으로 다발에 대한 아인슈타인-힐베르트 작용을 구성한다. 오일러-라그랑주 방정식인 운동 방정식은 기저 다양체의 계량 또는 게이지 접속의 변화에 대해 작용이 고정된 위치를 고려하여 얻을 수 있다. 기본 계량에 대한 변형은 게이지 연결의 곡률 (전계 강도)에 의해 주어진 에너지-운동량 텐서와 함께 기본 다양체에 대한 아인슈타인 장 방정식을 제공한다. 반대로, 게이지 연결이 양-밀스 방정식을 풀 때 게이지 연결의 변형에 대해 작업이 고정되어 있다. 따라서 최소 작용의 원리를 단일 수량에 적용함으로써 (전체로서) 다발의 스칼라 곡률은 시공간과 게이지 장 모두에 대해 필요한 모든 장 방정식을 동시에 얻는다.
힘의 통일에 대한 접근으로, 중력, 강력, 전자기 약력을 통합하기 위한 시도로 표준모형의 대칭군 {\displaystyle SU(3)\times SU(2)\times U(1)}룰 사용하여 칼루차-클레인 이론을 적용하는 것은 직관적이다. 그러나 이 흥미로운 기하학적 구성을 작동하는 모델로 변환하려는 시도는 페르미온이 인공적인 방식(비대칭 모델에서)으로 도입되어야 한다는 사실을 포함하여 여러 가지 문제에 대해 실패한다. 그럼에도 불구하고 칼루차-클레인 이론은 이론 물리학에서 중요한 시금석으로 남아 있으며 종종 더 정교한 이론에 포함된다. 그것은 K이론에서 기하학적 관심의 대상으로서 그 자체로 연구된다.
완전히 만족스러운 이론 물리학 프레임워크가 없는 경우에도 실험 물리학 및 천체 물리학 커뮤니티에서 추가로 축소화 된 차원을 탐색한다는 아이디어는 상당한 관심을 끌고 있다. 실제 실험 결과와 함께 다양한 예측이 가능하다(큰 추가 차원 및 뒤틀린 모델 의 경우). 예를 들어, 가장 간단한 원칙에 따라 추가로 축소화 된 차원에서 정상파가 있을 것으로 예상할 수 있다. 공간 추가 차원이 반지름 {\displaystyle R}인 경우 이러한 정상파의 불변 질량은 {\displaystyle M_{n}=nh/Rc}이고 {\displaystyle n}은 정수이며 {\displaystyle h}는 플랑크 상수 이고 {\displaystyle c}는 빛의 속력이다. 이 가능한 질량 값들의 집합을 종종 칼루차–클레인 타워라고 한다. 마찬가지로 열 양자장 이론에서 유클리드 시간 차원의 축소화는 마쓰바라 주파수로 이어지고 따라서 이산화된 열 에너지 스펙트럼으로 이어진다.
그러나 양자 이론에 대한 클레인의 접근 방식에는 결함이 있다. 그리고 예를 들어 플랑크 질량의 크기 순서로 계산된 전자 질량으로 이어진다.
실험적 추구의 예로는 CDF 협업의 작업이 포함되며, 이는 큰 추가 차원/ 뒤틀린 모델 과 관련된 효과의 서명에 대한 입자 가속기 데이터를 재분석했다.
브란덴베르거와 바파는 초기 우주에서 우주 팽창으로 인해 공간의 세 차원이 우주론적 크기로 확장되고 나머지 공간 차원은 미시적 수준으로 유지되었다고 추측했다.

## 시공간-물질 이론
칼루차-클레인 이론의 특정 변형 중 하나는 주로 폴 웨슨과 Space-Time-Matter Consortium의 다른 구성원이 발표한 공간-시간-물질 이론 또는 유도된 물질 이론이다. 이 버전의 이론에서 방정식에 대한 해는
{\displaystyle {\widetilde {R}}_{ab}=0}
4차원에서 이러한 해가 아인슈타인 방정식을 충족하도록 다시 표현될 수 있다.
{\displaystyle G_{\mu \nu }=8\pi T_{\mu \nu }\,}
5차원 공간에서 리치-평탄 조건에 따른 {\displaystyle T_{\mu \nu }}의 정확한 형태로. 즉, 이전의 원기둥 조건이 떨어지고 이제 응력-에너지가 다섯 번째 좌표에 대한 5차원 계량의 도함수에서 나온다. 에너지-운동량 텐서는 일반적으로 4차원 공간에서 물질의 집중으로 인한 것으로 이해되기 때문에 위의 결과는 5차원 공간에서 기하학으로부터 4차원 물질이 유도된다는 것으로 해석된다.
특히 {\displaystyle {\widetilde {R}}_{ab}=0}의 솔리톤 해는 방사선이 지배하는(초기 우주) 형태와 물질이 지배하는(후기 우주) 형태 모두에서 프리드만-르메트르-로버트슨-워커 계량을 포함하는 것으로 표시될 수 있다. 일반 방정식은 물리적 원리에서 허용되는 일반 상대성 이론의 고전적 테스트와 충분히 일치하는 동시에 흥미로운 우주론적 모델을 제공할 수 있는 상당한 자유를 여전히 남겨두는 것으로 표시될 수 있다.

## 기하학적 설명
칼루차–클레인 이론은 기하학 측면에서 특히 우아한 프레젠테이션을 제공한다. 어떤 의미에서 그것은 4차원이 아닌 5차원으로 표현된다는 점을 제외하면 자유 공간에서 평범한 중력처럼 보인다.

### 아인슈타인 방정식
자유 공간에서 일반 중력을 지배하는 방정식은 어떤 작용에 변분 원리를 적용하여 얻을 수 있다. {\displaystyle M}을 일반 상대성 이론의 시공간으로 여겨질 수 있는 준 리만 다양체라고 하자. {\displaystyle g}가 이 다양체의 계량인 경우 작용 {\displaystyle S(g)}를 다음과 같이 정의한다.
{\displaystyle S(g)=\int _{M}R(g)\operatorname {vol} (g),}
여기서 {\displaystyle R(g)}은 스칼라 곡률이고 {\displaystyle {\text{vol}}(g)}은 부피 요소이다. 작용에 변분 원리를 적용하여
{\displaystyle {\frac {\delta S(g)}{\delta g}}=0,}
자유 공간에 대한 아인슈타인 방정식을 정확하게 얻는다.
{\displaystyle R_{ij}-{\frac {1}{2}}g_{ij}R=0,}
여기서 {\displaystyle R_{ij}}는 리치 텐서이다.

### 맥스웰 방정식
대조적으로, 전자기학을 설명하는 맥스웰 방정식은 {\displaystyle U(1)}-주다발 또는 올이 {\displaystyle U(1)}인 원형 다발 {\displaystyle \pi :P\to M}의 호지 방정식으로 이해될 수 있다. 즉, 전자기장 {\displaystyle F}는 다양체 {\displaystyle M}에서 미분 가능한 이차형식들의 공간 {\displaystyle \Omega ^{2}(M)}에서 조화 이차형식이다. 전하와 전류가 없을 때 자유장 맥스웰 방정식은 다음과 같다.
{\displaystyle \mathrm {d} F=0\quad {\text{and}}\quad \mathrm {d} {\star }F=0.}
여기서 {\displaystyle \star }는 호지 별 연산자이다.

### 칼루자-클라인 기하학
칼루차-클레인 이론을 구성하기 위해 원 {\displaystyle S^{1}}에서 불변 계량을 선택한다. 그것은 전자기학에서 {\displaystyle U(1)}-다발의 올이다. 이 논의에서 불변 계량은 단순히 원의 회전에 따라 변하지 않는 계량이다. 이 계량이 원의 총 길이 {\displaystyle \Lambda }를 제공한다고 가정한다. 그런 다음 다발 {\displaystyle P}에서 정의되고 올 계량과 기저 다양체 {\displaystyle M}의 계량 모두와 일관되는 계량 {\displaystyle {\widehat {g}}}를 고려한다. 일관성 조건은 다음과 같다.
- {\displaystyle {\widehat {g}}}의 수직 부분 공간으로 사영 {\displaystyle \operatorname {Vert} _{p}P\subset T_{p}P}은 다양체 {\displaystyle M}의 한 점에 대한 올의 계량과 일치해야 한다.
- {\displaystyle {\widehat {g}}}의 점 {\displaystyle p\in P}에서 접공간의 수평 부분 공간으로 사영 {\displaystyle \operatorname {Hor} _{p}P\subset T_{p}P}은 {\displaystyle \pi (P)}에서 {\displaystyle M}의 계량 {\displaystyle g}과 동형이어야 한다.

이러한 계량에 대한 칼루차–클레인 작용은 다음과 같다.
{\displaystyle S({\widehat {g}})=\int _{P}R({\widehat {g}})\operatorname {vol} ({\widehat {g}}).}
성분들로 쓰여진 스칼라 곡률은 다음으로 확장된다.
{\displaystyle R({\widehat {g}})=\pi ^{*}\left(R(g)-{\frac {\Lambda ^{2}}{2}}|F|^{2}\right),}
여기서 {\displaystyle \pi ^{*}}는 올다발 사영 {\displaystyle \pi :P\to M}의 당김이다. 올다발에서 접속 {\displaystyle A}와 전자기장 강도는 다음과 같이 관련된다.
{\displaystyle \pi ^{*}F=dA.}
임의로 복잡한 위상을 가진 올다발에 대해서도 항상 이러한 접속이 존재한다는 것은 호몰로지, 특히 K이론의 결과이다. 푸비니의 정리를 적용하고 올에 적분하면 다음을 얻는다.
{\displaystyle S({\widehat {g}})=\Lambda \int _{M}\left(R(g)-{\frac {1}{\Lambda ^{2}}}|F|^{2}\right)\operatorname {vol} (g).}
{\displaystyle A}와 관련하여 작용을 변분하여 , 맥스웰 방정식을 되찾는다. 기저 계량 {\displaystyle g}에 변분 원리를 적용하면   아인슈타인 방정식을 얻는다.
{\displaystyle R_{ij}-{\frac {1}{2}}g_{ij}R={\frac {1}{\Lambda ^{2}}}T_{ij}}
응력-에너지 텐서는 다음과 같이 주어진다.
{\displaystyle T^{ij}=F^{ik}F^{jl}g_{kl}-{\frac {1}{4}}g^{ij}|F|^{2},}
맥스웰 응력 텐서라고도 한다.
원래 이론은 {\displaystyle \Lambda }를 올 계량 {\displaystyle g_{55}}으로 보고 {\displaystyle \Lambda }가 올마다 다른 것을 허용한다. 이 경우 중력과 전자기장 사이의 결합은 일정하지 않지만 고유한 역학 장인 라디온을 가진다.

### 일반화
위에서 고리 {\displaystyle \Lambda }의 크기는 중력장과 전자기장 사이의 결합 상수로 작용한다. 기저 다양체가 4차원이라면 칼루차–클레인 다양체 {\displaystyle P}는 5차원이다. 다섯 번째 차원은 콤팩트 공간이며 콤팩트 차원이라고 한다. 더 높은 차원의 다양체를 얻기 위해 추가로 콤팩트한 차원을 도입하는 기술을 수리 물리학에서 축소화라고 한다. 축소화는 특정한 경우를 제외하고는 키랄 페르미온에 군 작용을 생성하지 않는다. 전체 공간의 차원은 2 mod 8이어야 하고 축소화 된 공간의 디랙 연산자의 {\displaystyle G}-지수는 0이 아니어야 한다.
위의 발전은 U(1)을 대신하는 일부 임의의 리 군 {\displaystyle G}에 대한 일반적인 {\displaystyle G}-주다발에 다소 간단한 방식으로 일반화된다. 그러한 경우에 그 이론은 종종 양-밀스 이론이라고 불리며 때때로 동의어로 본다. 기본 다양체가 초대칭인 경우 결과 이론은 초대칭 양-밀스 이론이다.

## 같이 보기
- 플랑크 길이